# Dieter Kreft

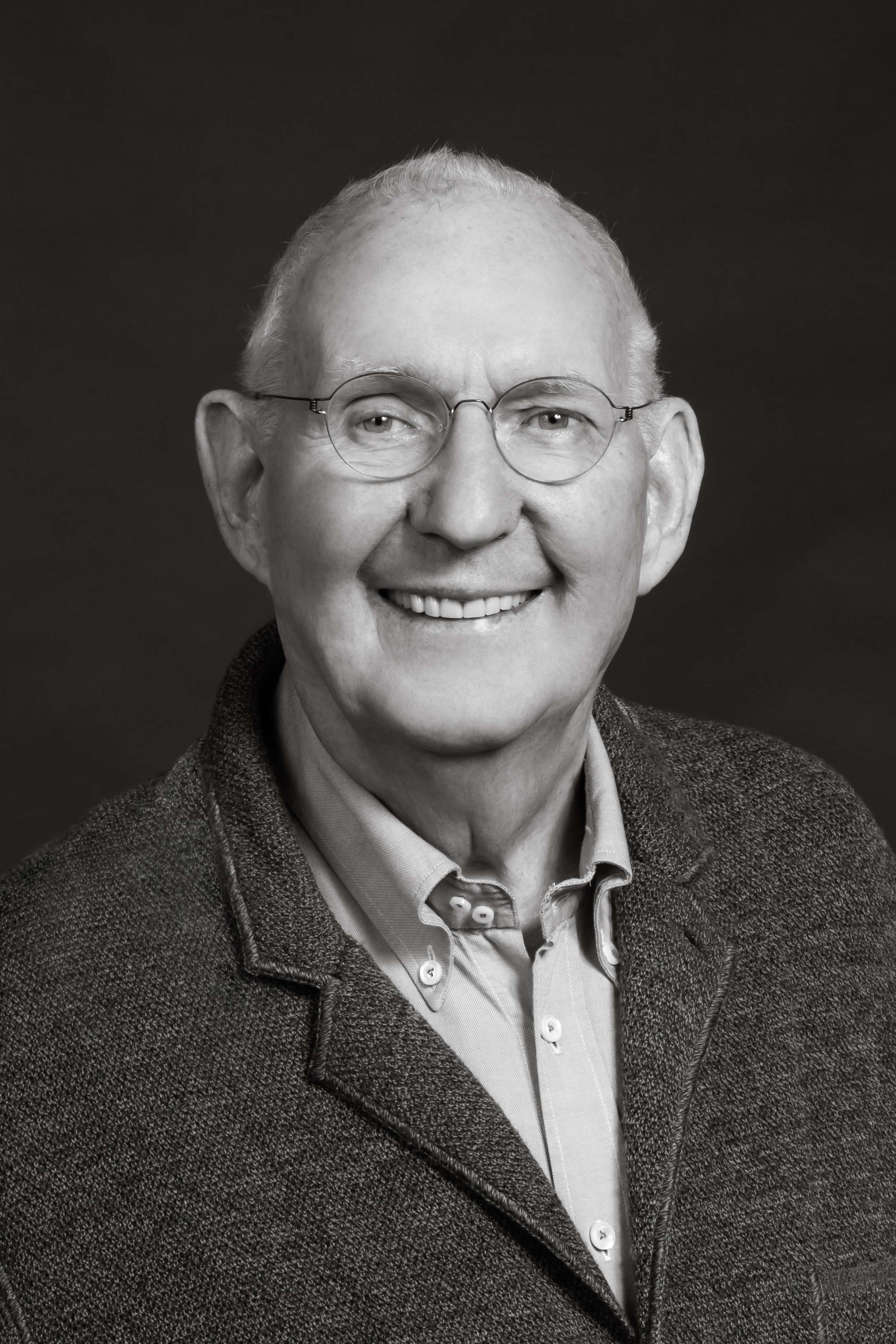
Dieter Kreft

Dieter Kreft (* 2. April 1936 in Groß Mandelkow, Neumark) ist ein Verwaltungs- und Erziehungswissenschaftler mit den Schwerpunkten Soziale Arbeit, Sozialadministration, Sozialplanung.

## Leben und Wirken
Nach der Berufsausbildung als Verwaltungsbeamter (Diplom-Verwaltungswirt (FH)) studierte er Rechts-, Wirtschafts- und Verwaltungswissenschaften (Diplom-Kameralist). Ein späteres Zweitstudium der Erziehungswissenschaften (Schwerpunkt Sozialpädagogik) schloss er als Diplom-Pädagoge ab.
In den Jahren von 1952 bis 1963 arbeitete er im allgemeinen Verwaltungsdienst des Landes Berlin, danach bis 1971 im Bereich der Schul-, Volksbildungs- und Hochschulverwaltung, u. a. als persönlicher Referent des Schulsenators Carl-Heinz Evers. In den folgenden zehn Jahren war er als Senatsdirektor (Staatssekretär) bei der Senatorin für Familie, Jugend und Sport, Ilse Reichel-Koß, tätig und wurde 1981 hauptberuflicher Vorstandsvorsitzender der gemeinnützigen Stiftung Sozialpädagogisches Institut Berlin (SPI). Diese Tätigkeit übte er bis 1987 aus. Seither lebt und arbeitet er in Nürnberg, wo er gemeinsam mit Hermann Glaser das Institut für soziale und kulturelle Arbeit (ISKA) gründete und bis Ende 1990 leitete. 1990 bis 1997 war er Leiter des Instituts für Sozialarbeit und Sozialpädagogik (ISS) in Frankfurt am Main. Danach war er als freiberuflicher Fach- und Organisationsberater tätig.
Kreft ist mit Ingrid Mielenz verheiratet. Er hat zwei erwachsene Kinder.

## Lehrtätigkeiten
Seit 1975 war Kreft regelmäßig Lehrbeauftragter an verschiedenen Fachhochschulen und Universitäten, 1993 wurde er zunächst Honorarprofessor an der Fachhochschule Nordostniedersachsen in Lüneburg und ab 2004 an der Leuphana Universität ebendort.

## Mitgliedschaften
- Mitglied der SPD, der AWO und der Gewerkschaft Ver.di

## Auszeichnungen
- Verdienstmedaille der Arbeiterwohlfahrt
- 'Ida-Wolff-Medaille der Arbeiterwohlfahrt, Landesverband Berlin e.V.(2013)'

## Schriften
- Mitautor in: Johannes Münder u. a.: Frankfurter Kommentar zum Gesetz für Jugendwohlfahrt. 1. Aufl. 1978 (4. Aufl. 1988), alle Weinheim
- mit Ingrid Mielenz (Hrsg.): Wörterbuch Soziale Arbeit. 1. Aufl. 1980 (8. Aufl. 2017) Weinheim; 9. Auflage 2021, hrsg. unter Kreft/Mielenz Wörterbuch Soziale Arbeit  von Ralph-Christian Amthor/Brigitta Goldberg/Peter Hansbauer/Benjamin Landes/Theresa Wintergerst
- mit Helmut Lukas u. a.: Perspektivenwandel der Jugendhilfe, 2. Bde., Frankfurt/M. 1993
- Mitautor in: Johannes Münder u. a.: Frankfurter Kommentar zum SGB VIII: Kinder- und Jugendhilfe; ab 1. Aufl. 1991 bis zur 5. Aufl., Weinheim 2006
- mit Jürgen Fuchs u. Rolf-Peter Löhr (Hrsg.): Zu den Ergebnissen des Aktionsprogramms gegen Aggression und Gewalt, (5 Bd.)  Münster 1997
- Sport im Rechtsrahmen der Kinder- und Jugendhilfe, in: Zentralblatt für Jugendrecht 9/2001, 327 ff.
- mit Peter Falten: Jugendhilfeplanung: Handeln nach den Regeln der Kunst, in: Neue Praxis 2/2003
- Moden, Trends und Handlungsorientierungen in der Sozialen Arbeit seit 1945 – Hits und Flops, was bleibt für heute? In: Archiv für Wissenschaft und Praxis der sozialen Arbeit 4/2004, 68 ff.
- mit Ingrid Mielenz: Rückblick auf 60 Jahre Kinder- und Jugendhilfe. Von der Jugendnot zur Kinderförderung in: Arbeitsgemeinschaft für Kinder- und Jugendhilfe (Hrsg.): Übergänge – Kinder- und Jugendhilfe in Deutschland, Berlin 2009
- mit Carl Wolfgang Müller: Methodenlehre in der Sozialen Arbeit. Konzepte, Methoden, Verfahren, Techniken, München 2010 (3. Aufl. 2019); 4. Auflage 2023 hrsg. von Christian Spatscheck und Dieter Kreft